# Каражиде
Каражиде́ (каз. Қаражиде) — село у складі Каратальського району Жетисуської області Казахстану. Адміністративний центр Єльтайського сільського округу.
До 2007 року село називалось Єльтай.
Населення — 939 осіб (2021; 969 у 2009, 1285 у 1999, 1678 у 1989).